# Salvo (matemática)
Em matemática, o termo salvo P, ou  a menos que P, descreve a relação na que os membros de algum conjunto podem ser vistos como equivalentes para algum propósito. P descreve una propriedade ou processo que transforma um elemento em outro da mesma classe de equivalência, ou seja, um que se considera equivalente a ele. Note-se que neste contexto, a expressão «salvo» não tem um sentido de exceção ou de exclusão, senão pelo contrário, de inclusão ou equivalência.